# Kecamatan Alafan
Kecamatan Alafan (indonesiska: Alafan) är ett distrikt i Indonesien.   Det ligger i provinsen Aceh, i den västra delen av landet, 1 600 km nordväst om huvudstaden Jakarta. Kecamatan Alafan ligger på ön Pulau Simeulue.